# 平塚市立神田中学校
平塚市立神田中学校（ひらつかしりつかんだちゅうがっこう）は神奈川県平塚市田村4丁目にある公立中学校。

## 特色
- 前期（4月 - 10月）、後期（10月 - 3月）の2学期制である。
- テニス部の活動が活発で、関東大会出場や県選抜選手を輩出するなどを何度も経験してる。[要出典]

## 沿革
- 1947年（昭和22年）4月30日 - 設立[1]。
- 1976年（昭和51年） - 体育館建設[3]。
- 1980年（昭和55年） - 管理・普通教室・特別教室棟（校舎1【南棟】）・技術科棟技術科校舎【北棟・1階】）・点普通教室棟（校舎2【北棟・2階】）建設[3]。
- 1993年（平成5年）6月 - 生徒用パソコンの本格的導入[4]。
- 2000年（平成12年）6月 - インターネットが接続。
- 2005年（平成17年）6月 - 校務用パソコン4台導入。
- 2009年（平成21年）2月 - 校内にLAN敷設完了[4]。
- 2012年（平成24年）
  - 年度内 - プール塗装工事[5]。
  - 8月 - パソコン教室の教育用パソコンの入替えが完了[4]。
- 2018年（平成30年）9月 - タブレット端末を配備[4]。
- 2019年（令和元年） - 普通教室にエアコン設置[1]。
- 2021年（令和3年）3月 - GIGAスクール構想により、生徒1人1台のタブレット端末配備と高速・大容量の通信ネットワーク整備が完了[4]。

## アクセス
- 神奈川中央交通
  - 一般路線バス・空港連絡バス（起終点停留所）・平塚市シャトルバス「横内ルート」（途中停留所）で、「田村車庫」停留所から、徒歩約440m・約7分。
  - 「平57」・「平157」の各系統で、「神田小学校前」停留所（途中停留所・国道129号上）より、
    - 本厚木駅南口・東真土行のりばから、約490m・約8分。
    - 平塚駅北口行のりばから、約470m・約7分。

## 主な著名人
- 落合克宏（平塚市長）

## 学校周辺
- 平塚市立田村けやき公園
- 国道129号線
  - 国道129号線沿線には、ファミリーレストランなど、ロードサイド店も点在する。
- 神奈川県道47号藤沢平塚線
- 平塚市立神田小学校
- 平塚市立神田幼稚園
- 神奈川中央交通平塚営業所
- 社会福祉法人小百合会児童発達支援センターアグネス園こども園にじ
- JA県域物流センター
- JA全農
  - 中部農機・自動車センター
  - 生活資材配送センター
- 平塚市神田公民館
- 平塚市立北図書館
- 神奈川県立平塚湘風高等学校